# Oloron-Sainte-Marie
Oloron-Sainte-Marie là một xã trong tỉnh Pyrénées-Atlantiques, thuộc vùng Nouvelle-Aquitaine của nước Pháp, có dân số là 10.992 người (thời điểm 1999).

## Những người con của thành phố
- Louis Barthou, chính trị gia